# Xinxin ming
Strofy wiary w Umysł (chiń. upr. 信心铭; chiń. trad. 信心銘; pinyin Xìnxīn míng; Wade-Giles Hsin-hsin ming) – krótki wiersz tradycji chińskiego buddyzmu chan, wykorzystywany także w innych odmianach buddyzmu, tradycyjnie przypisywany trzeciemu patriarsze Jianzhi Sengcanowi. 
Jest on często wielokrotnie recytowany po zbiorowej medytacji w sandze w tradycji buddyzmu zen. 
Częściowo bazuje on na sutrze Lankavatara. Wyjaśnia ona, że medytujący Umysł i Budda są jednym, dlatego nie trzeba czcić Buddów jako bogów. Głównym tematem jest porzucenie wszelkiego dualizmu na drodze do oświecenia.